# 加斯帕尔·蒙日
佩吕斯伯爵加斯帕尔·蒙日（法語：Gaspard Monge, comte de Péluse，1746年5月10日—1818年7月28日），法国数学家，画法几何创始人，（画法几何被广泛应用于工程制图当中），微分几何之父。在法国大革命期间，他曾担任海军部长一职，同时他也积极改革法国的教育系统（曾参与巴黎綜合理工學院的创办）。

## 生平
蒙日生于法国博訥，是一位商人的儿子。他曾就读于奥拉托利教会在博訥資助興建的學院。1762年，他转学到该教会在里昂的大学，在里昂学习一年物理后成为教师，年仅17岁。
蒙日回到博訥後，为该镇绘制了一幅大型平面图，其发明了观测的方法且設計了所需的工具。平面图完工後被保存於該鎮图书馆至今。一位工程官员閱畢该图后，写信将蒙日举荐至位于梅濟耶爾的梅濟耶爾皇家工程學院。随后成为一名绘图员，勉強属于该学院的學生。

## 职业生涯
学校本身因为过于贵族化而不能允许他正式入学。他的手工技能得到了恰如其分的赏识，但他的数学才能并没有受到重视。在此期间他认识了該學院的数学教授夏尔·博叙。“我一千次受到诱惑，”他很久以后提到，“想要厌恶地扯破我那些景仰的图纸——好像我除此以外一无所长一样。”
蒙日在該學院学习一年后，他被要求设计一个要塞的防禦設施；该布置需要最大化防御功能。当时已经存在一套比较成熟的设计方法，通常需要很长的計算过程来完成。他用了一个几何的方法来代替，并且迅速地得到了结果。司令官一开始拒绝接受，因为一般完成工作所需的时间还没有过去；但是检查後发现数值正確，因此该方案被采纳。而蒙日继续进行研究，发现了应用几何学到建筑设计的一般方法，也就是今天所谓的画法几何，正因此事，蒙日的数学才能才得到赏識。
在法国大革命之前，掌握该方法的專業人士无法将其經驗授予他人，甚至連其他學者也不得而知；直到很多年后他的理論才得以公布。
1768年，蒙日成为数学教授，1771年再成为物理教授；1778年他娶了Horbon夫人，1780年他成为学院的一员(同时保有他的職位)；他和克洛德·貝托萊的亲密友谊也开始于此时。1783年，他离开梅濟耶爾，接替去世的艾蒂安·貝祖成为海军檢驗官的候选人。虽然部长要求蒙日准备一套完整的数学课程，但遭蒙日拒绝，理由是这会剥夺艾蒂安·貝祖夫人的唯一收入，也就是她先夫的著作收入；1786年，他撰寫並發表了他的著作《靜力學的基本理論》（法語：Traité élémentaire de la statique）。

## 著作
蒙日(1770–1790年间)在《Memoirs of the Academy of Turin》，巴黎学院的《Mémoires des savantes étrangers》，《Mémoires》，以及《Annales de chimie》上发表了大量的数学和物理论文。其中值得注意的是"Sur la théorie des déblais et des remblais" (Mém. de l’acad. de Paris, 1781)，它在对标题中所指的土地工作的问题的研究中，作出了和该问题相关的曲面上的曲线的重大发现。欧拉在他关于曲率的论文（Berlin Memoirs，1760）中考虑了穿过特定法向的平面界面的法向而不是曲面的法向，因而他并未发现曲面的递变的法向的相交问题。蒙日的上述备忘录给出了曲线曲率的常微分方程，並公佈了一般情況下的結果；但对于椭球上的应用則是於1795年發佈的论文中首次给出的。（蒙日1781年的备忘录也是已知最早对现行规划类问题的研究，特别是運輸问题。与此相关，蒙日土壤搬运问题导出了分布间距离的弱拓扑定义，該理論得到列昂尼德·坎托羅維奇、保羅·皮埃爾·萊維、列昂尼德·瓦塞斯坦等數學家的認同。在1783年的备忘录中，蒙日發現氫氣在氧氣中燃燒可以生成水；但此現象已於1766年被亨利·卡文迪什率先發現。
1792年，國民立法議會成立后，蒙日正式接任海军部長一职，任期為1792年8月10日到1793年4月10日。公共安全委员会请求智囊团协助保卫共和国時，他全力投入國防工作，并以不知疲倦著称；在此期间他發表了《Description de l'art de fabriquer les canons》和《Avis aux ouvriers en fer sur la fabrication de l'acier》兩篇論文。
他积极参与巴黎高等師範學院和巴黎綜合理工學院的测绘工作，并擔任物理學教授。

## 法国大革命
1796年，蒙日被派往意大利，同行的克洛德·貝托萊和幾位艺术家，此行的目的是領取从一些意大利小镇征收的画和雕塑，在那里他结识了拿破仑。两年后，他被派去罗马执行任务，该任务终止于由安德烈·馬塞納所建立的罗马共和国；此后他參與了埃及-敘利亞戰役及埃及科学艺术学院的科研工作；他们陪同拿破仑前往叙利亚，并于1798年隨他返国。蒙日被任命为埃及委员会的主席，并继续從事學術工作。他后来的数学论文发表于該學院的通讯期刊。保守黨參議院成立后，他被任命为成员之一，有丰厚的收入和貝魯西亞伯爵的头衔；但是拿破仑倒台之后，他的名銜被剥夺，兼被学院除名。

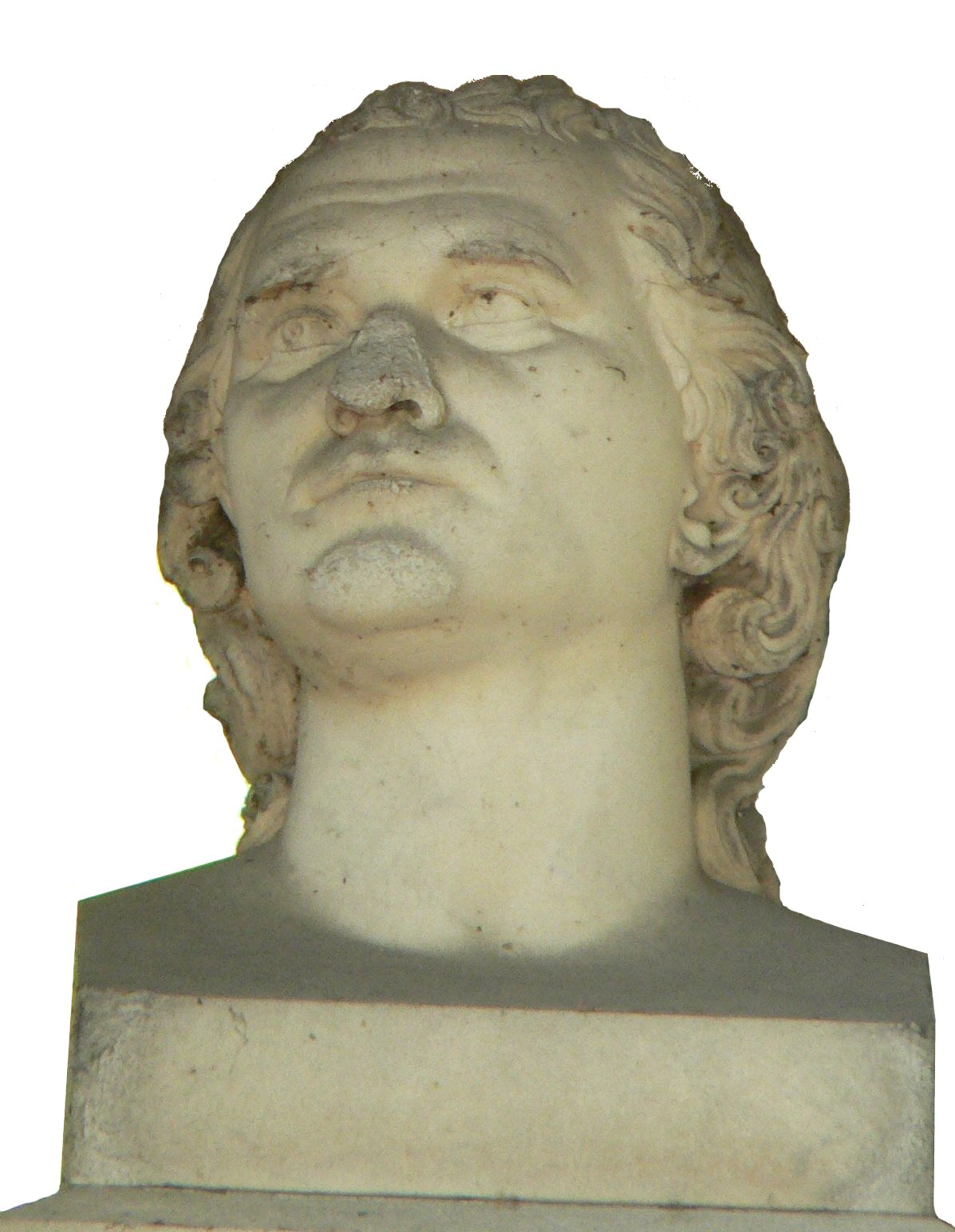
蒙日在巴黎的拉雪兹神父公墓的頭像

加斯帕爾·蒙日于1818年7月28日卒于巴黎，葬于巴黎拉雪兹神父公墓的加斯帕爾·蒙日陵墓。

## 参見
- 蒙日数列
- 齊次蒙日-安培方程
- 蒙日圆